# Gustav Edmund Nestle
Gustav Edmund Nestle (* 30. Mai 1806 in Frankfurt am Main; † 30. Dezember 1874 ebenda) war ein Politiker der Freien Stadt Frankfurt.

## Leben und Werk
Gustav Edmund Nestle war ein Sohn des Glasermeisters Johann Ulrich Matthias Nestle und der Anna Maria Catharina geb. Ehemann. Sein jüngerer Bruder Heinrich wanderte in die Schweiz aus und gründete das Unternehmen Nestlé, heute das größte Schweizer Industrieunternehmen.
Gustav Edmund studierte Rechtswissenschaften und wurde zum Dr. jur. promoviert. Er war Jurist in Frankfurt am Main. Von 1845 bis 1856 war er als Senator Mitglied im Senat der Freien Stadt Frankfurt. 1852 und 1855 war er Jüngerer Bürgermeister. Am 25. Oktober 1848 wurde er in die Constituierende Versammlung der Freien Stadt Frankfurt gewählt. Er gehörte 1850 bis 1856 dem Gesetzgebenden Körper an. Aufgrund des Organischen Gesetzes wurden in Frankfurt 1856 die Trennung der Rechtsprechung von der Verwaltung vorgenommen. Nestle schied daher aus dem Senat aus, der die Verwaltungsfunktion behielt und wurde Appellationsgerichtsrat am Appellationsgericht Frankfurt am Main.